# Lijst van voetbalinterlands Anguilla - Kaaimaneilanden (vrouwen)
Deze lijst van voetbalinterlands is een overzicht van alle officiële voetbalinterlands tussen de nationale vrouwenteams van Anguilla en de Kaaimaneilanden. De landen hebben tot nu toe twee keer tegen elkaar gespeeld. 

## Wedstrijden
| № | Plaats      | Datum             | Competitie                            | Wedstrijd                  | Uitslag |
| - | ----------- | ----------------- | ------------------------------------- | -------------------------- | ------- |
| 1 | The Valley  | 21 september 2023 | CONCACAF W Gold Cup 2024 kwalificatie | Anguilla − Kaaimaneilanden | 3 − 1   |
| 2 | George Town | 25 september 2023 | CONCACAF W Gold Cup 2024 kwalificatie | Kaaimaneilanden − Anguilla | 2 − 2   |

## Samenvatting
| Competitie                       | Totaal gespeeld | Winst Anguilla | Gelijk | Winst Kaaimaneilanden | Doelsaldo Anguilla – Kaaimaneilanden |
| -------------------------------- | --------------- | -------------- | ------ | --------------------- | ------------------------------------ |
| CONCACAF W Gold Cup kwalificatie | 2               | 1              | 1      | 0                     | 5 − 3                                |
| Totaal                           | 2               | 1              | 1      | 0                     | 5 − 3                                |